# Laske härad
Laske härad var ett  härad i västra Västergötland, vars område numera utgör en del av Vara kommun. Häradets areal var 221,69 kvadratkilometer varav 220,46 land.  Tingsställe var till 1751 Vedum, därefter Onsjö till 1888. Från 1897 Vara.

## Namnet
År 1279 skrevs Lasscahæret, vilket består av ett gammalt Larvska- = "Larvbornas", således en bildning till by- och sockennamnet Larv.

## Geografi
Häradet ligger väster om Lidan.
Tätorten Vedum (tidigare Vedums municipalsamhälle) var häradets centrum. 
I norr består häradet av jämn odlad bygd. De södra delarna har mera mager jord med många mossar.
De nordligare socknarna ligger på den bördiga Skaraslätten samt Larvs hed. De sydligare socknarna utgör en småbergig, mot söder stigande, övergångsbygd till Svältorna. Laske härad avvattnas huvudsakligen av Afsån, som är biå till Lidan.

## Socknar
- Larv
- Laske-Vedum
- Längjum
- Södra Lundby
- Tråvad
- Västerbitterna
- Österbitterna

## Län, fögderier, domsagor, tingslag, tingsrätter och stift
Häradet hörde mellan 1634 och 1998 till Skaraborgs län, därefter till Västra Götalands län.  Församlingarna i häradet tillhörde Skara stift.
Häradets socknar hörde till följande fögderier:
- 1686-1866 Skara fögderi
- 1867-1945 Barne fögderi
- 1946-1966  Vara fögderi
- 1967-1990 Skara fögderi

Häradets socknar tillhörde följande domsagor, tingslag och tingsrätter:
- 1680-1896 Laske tingslag i
  - 1680-1809 Vartofta, Frökinds, Laske och Barne häraders domsaga (mellan 1781 och 1809 i Frökinds, Laske och Barne häraders domsaga)
  - 1810-1863 Kinnefjärdings, Kinne, Skånings och Laske häraders domsaga
  - 1864-1896 Åse, Viste, Barne och Laske domsaga
- 1897-1970 Åse, Viste, Barne och Laske domsagas tingslag i Åse, Viste, Barne och Laske domsaga

- 1971-1973 Vara tingsrätt och dess domsaga
- 1974-2009 Lidköpings tingsrätt och dess domsaga
- 2009- Skaraborgs tingsrätt och dess domsaga